# Seia
Seia is een gemeente in het Portugese district Guarda.
De gemeente heeft een totale oppervlakte van 436 km² en telde 28.144 inwoners in 2001.

## Plaatsen in de gemeente
- Alvoco da Serra
- Cabeça
- Carragozela
- Folhadosa
- Girabolhos
- Lajes
- Lapa dos Dinheiros
- Loriga
- Paranhos da Beira
- Pinhanços (área urbana de Seia)
- Sabugueiro
- Sameice
- Sandomil
- Santa Comba
- Santa Eulália
- Santa Marinha
- Santiago
- São Martinho
- São Romão
- Sazes da Beira
- Seia
- Teixeira
- Torrozelo
- Tourais
- Travancinha
- Valezim
- Várzea de Meruge
- Vide
- Vila Cova à Coelheira